# Военно-морской революционный комитет
Военно-морской революционный комитет (ВМРК) — революционный орган управления, существовавший в Петрограде в 1917 году и подчинявшийся Петроградскому военно-революционному комитету.
ВМРК был учреждён 26 октября (8 ноября) 1917 года на совещании Второго Всероссийского съезда Советов рабочих и солдатских депутатов от флотов и флотилий благодаря инициативе Владимира Ильича Ленина. Председателем комитета стал И. И. Вахрамеев. 
Помимо реорганизации управления флотом обязанностью ВМРК стало формирование матросских отрядов и групп агитаторов, которые направлялись в различные части страны. Кроме этого, ВМРК занимался борьбой с контрреволюционным подпольем и саботажем. 
5 (18) ноября 1917 года ВМРК был реорганизован. Комитет возглавила «Коллегия десяти», пользовавшаяся решающим голосом, остальные члены, имевшие совещательный голос, были распределены по различным секциям (военная, контрольно-техническая, хозяйственная, следственная, редакционная, личного состава, экономическая). Работой каждой секции руководил один из членов коллегии. 
Значительную роль ВМРК сыграл при организации Всероссийского съезда военного флота 18 — 25 ноября (1 — 8 декабря) 1917 года. 
После создания морской секции ВЦИК, 26 ноября (9 декабря) 1917 года ВМРК был ликвидирован.